# Jacques Lassalle
Jacques Lassalle (Clermont-Ferrand, 6 luglio 1936 – Parigi, 2 gennaio 2018) è stato un regista teatrale francese.

## Biografia
Dopo gli studi alla Sorbona, conseguita l'agrégation in lettere moderne, seguì i corsi di Fernand Ledoux al Conservatoire national supérieur d'art dramatique. Fondatore nel 1967 dello Studio-Théâtre di Vitry-sur-Seine, professore all'Istituto di studi teatrali presso l'Università Sorbonne Nouvelle (1969-1981), direttore del Théâtre national de Strasbourg dal 1983 al 1990 e Amministratore della Comédie-Française dal 1990 al 1993. Nel 1994, scaduto il mandato alla Comédie-Française, ritornò alle regie teatrali. 
Mise in scena sia opere di Molière e Ruzante sia di Nathalie Sarraute e Michel Vinaver. Suo scenografo di fiducia fu Yannis Kokkos.
Nel 2002 anche l'allestimento al Teatro Olimpico di Vicenza, per il Teatro Stabile del Veneto, di Ifigenia in Tauride di Wolfgang Goethe, con Andrea Giordana (Toante), Gaia Aprea (Ifigenia), Daniele Salvo (Oreste), Alberto Fasoli (Pilade), Massimiliano Sbarsi (Arcade).

## Pubblicazioni
- (FR) Un dimanche indécis dans la vie d’Anna, Actes Sud, 2011, ISBN 2-74279463-8.
- (FR) Ici moins qu'ailleurs, éditions POL, 2011, ISBN 2-81801355-0.